# Jože Kalan
Jože Kalan, slovenski častnik, vojaški pilot, veteran vojne za Slovenijo, * 21. februar 1952, Trbovlje.
Major Kalan je pilot helikopterja v 15. helikopterskega bataljona SV. Najbolj je znan po prebegu iz JLA leta 1991, ko je takratna TO RS s tem pridobila prvi helikopter.

## Odlikovanja in priznanja
- medalja za hrabrost (26. december 1991)
- bronasta medalja generala Maistra (8. maj 2002)
- spominski znak Obranili domovino 1991
- spominski znak Golte 1991 (20. junij 2001)
- srebrna medalja generala Maistra (2005)